# John Keister
John Keister (Manchester, 11 de novembro de 1970) é um ex-futebolista e treinador de futebol serra-leonês que atuava como líbero ou meio-campista.

## Carreira em clubes
Sua única experiência no futebol serra-leonês foi no início da carreira, em 1992, atuando pelo Tigres. Em 1993, foi contratado pelo Walsall, então na Division 3 (atual League Two), que era a quarta divisão no sistema de ligas do futebol inglês.
Jogou também por Chester City, Shrewsbury Town, Stevenage Borough, Margate e Dover Athletic, voltando ao Margate em 2009 e encerrando a carreira em 2011, quando já exercia a função de auxiliar-técnico.

## Seleção
Inglês de nascimento, Keister optou em jogar pela Seleção Serra-Leonesa em 1997, realizando sua estreia em abril do mesmo ano, contra o Marrocos.
Não tendo jogado nenhuma competição oficial (fracassou na tentativa de classificar os serra-leoneses para as Copas de 1998 e 2002, além de não ter jogado as eliminatórias da Copa Africana de Nações em 1998 e 2002 e ter sua inscrição negada em decorrência da Guerra Civil que assolava o país), despediu-se dos Leone Stars em 2003, também contra a Seleção Marroquina quando ainda era jogador do Margate, sendo o primeiro atleta do clube a defender uma seleção nacional.

## Carreira como treinador
Ainda como jogador do Walsall, Keister chegou a ser técnico do time Sub-13 dos Saddlers e já no final da carreira foi jogador e auxiliar-técnico do Dover Athletic e do Margate. Foi também coordenador técnico das seleções de base de Serra Leoa e teve sua primeira experiência como técnico principal em 2017, quando substituiu Sellas Tetteh. Deixou a seleção em 2019 para assumir o East End Lions, onde foi campeão nacional no mesmo ano.
Em agosto de 2020, Keister reassumiu a seleção de Serra Leoa, novamente no lugar de Sellas Tetteh.

## Títulos

### Como jogador
Margate
- Southern Football League: 2000–01

Dover Athletic
- Isthmian League: 2008–09

### Como treinador
East End Lions
- Campeonato Serra-Leonês: 2019